# Авиосигнална станица
Авиосигнална станица је посебно мјесто за комуникацију са авионима и осматрање противничких авиона. Настаје у Првом свјетском рату од станица које су првобитно коришћене за везу са авионима.
Првобитно се веза с авионима одржавала сигналним платнима, затим све више радио-телеграфијом и радио-телефонијом (послије Првог СР). У Другом свјетском рату а. је присутна у свим дивизијама и вишим јединицама.
Веза с авионима је одржавана: сигналним платнима, радиом, или посебним системом који је омогућавао авиону да подигне наређења са земље у кутији, без слијетања. Ово је у суштини била кука која би закачила конопац постављен између два штапа. На конопац је било привезано наређење.
Авион је слао податке маневрирањем, радиом, слетањем и предавањем извјештаја, или бацањем извјештаја из авиона у рејону а, а по ноћи и сигналним ракетама.
Послије Другог свјетског рата полако нестаје, увођењем хеликоптера и радио-везе у свим авионима.